# Ён, Уильям
Уильям Кхуон Ю Ён (англ. William Kwong Yu Yeung, кит. упр. 楊光宇, палл. Ян Гуанъюй собственно Кхуон Ю Ён, род. в 1960) — канадский астроном, первооткрыватель ряда астероидов.
Родился в Гонконге, в настоящее время работает в США в своей частной обсерватории Дезерт-Игл. Входит в четвёрку самых успешных первооткрывателей астероидов: в период с 1999 по 2008 годы им было обнаружено в общей сложности 1738 астероидов. Кроме того, им была открыта короткопериодическая комета 172P/Ён.
К числу его открытий относится и обнаружение объекта J002E3, который первоначально был принят за небольшой околоземный астероид, а на поверку оказался одной из ступеней ракеты «Сатурн-5», выводившей на лунную орбиту экспедицию «Аполлон-12».
Один из открытых астероидов, (19848) Ёнчхучхиу, он назвал в честь своего отца Ён Чху Чхиу, который оказывал ему значительную поддержку.